# Домадице
Домадице (слч. Domadice) насељено је мјесто са административним статусом сеоске општине (слч. obec) у округу Љевице, у Њитранском крају, Словачка Република.

## Становништво
| Година:    | 1994. | 2004.    | 2014.   | 2024.   |
| ---------- | ----- | -------- | ------- | ------- |
| Број људи: | 306   | 241      | 249     | 236     |
| Разлика:   |       | -21,24 % | +3,31 % | -5,22 % |

| Година:    | 2023. | 2024.   |
| ---------- | ----- | ------- |
| Број људи: | 241   | 236     |
| Разлика:   |       | -2,07 % |

Према подацима о броју становника из 2011. године насеље је имало 240 становника.